# Венера (Абдулинський міський округ)
Вене́ра (рос. Венера) — селище у складі Абдулинського міського округу Оренбурзької області, Росія.

## Населення
Населення — 871 особа (2010; 949 у 2002).
Національний склад (станом на 2002 рік):
- росіяни — 53 %
- татари — 26 %